# Associació lliure
En la psicoanàlisi, l'associació lliure és el mètode descrit per Sigmund Freud com la «norma fonamental», constitutiva de la tècnica psicoanalítica i que consisteix que el pacient expresse, en les sessions del tractament, totes les seues ocurrències, idees, imatges, emocions, pensaments, records o sentiments, tal com se li presenten, sense tria ni estructuració del discurs, restricció ni filtre, tot i que el material li semble incoherent, impúdic, impertinent o sense interès.

## Manera d'aplicació en la clínica psicoanalítica
Les associacions poden emergir de manera espontània (associació lliure en sentit estricte) o induïdes per algun element d'un somni o per qualsevol altre objecte de pensament (per exemple, una fantasia).
En un sentit ampli, les associacions induïdes per un mot estímul (per exemple, en els experiments d'associació verbal de Francis Galton, Wilhelm Wundt o Carl Gustav Jung i l'Escola de Zuric, a l'entorn de l'Hospital Psiquiàtric de la Universitat de Zuric) també s'han englobat en la idea més general, tot i que una associació lliure hauria de sorgir espontàniament, sense estímul inductor.
Per a la psicoanàlisi és l'observació d'aquesta tècnica essencial la que contribueix al fet que afloren les representacions inconscients, actualitzant els mecanismes de resistència. Com més lliures siguen les associacions, més probable serà que els continguts inconscients apareguen en l'anàlisi.
Per tal que l'analitzat puga associar lliurement de manera òptima, l'enquadrament terapèutic ha de garantir que puga estar tranquil, relaxat i, mentre siga possible, poc estimulat o influenciat per l'entorn. En l'enquadrament clàssic, que molts psicoanalistes no consideren obligatori, aquesta condició es compleix en estar l'analitzat estirat en un divan, sense contacte visual amb el psicoanalista, de manera que no se senta observat o jutjat per aquest i puga concentrar-se en les seues associacions. Per a l'analista aquest enquadrament també seria convenient, perquè possibilita l'exercici d'una manera d'escoltar més neutral, i açò facilita el flux lliure d'associacions del pacient, i permet a l'analista que la seua interpretació ulterior siga menys esbiaixada, ja que s'acostarà a recollir el que ha dit l'analitzat sense judicis de valor, escoltant els continguts simplement com a material d'anàlisi.
Mentre que la instrucció que el pacient rep és molt senzilla («parle de tot el que se li ocórrega, sense filtrar ni seleccionar»), atenir-se a la norma sol resultar prou més complex, requereix un cert exercici i estableix una relació de confiança entre l'analista i el pacient. No resulta fàcil donar lliure curs a les associacions d'idees perquè, d'una banda, es tracta d'una pràctica inusual (en cap altre espai social les persones parlen sense estructurar el discurs, prescindint de seleccionar-ne els continguts) i, d'altra, cal vèncer fortes resistències a l'anàlisi, conscients i inconscients.
En el cas dels xiquets o xiquetes, aquesta norma no té aplicació, perquè no estarien encara en condicions d'associar lliurement, almenys no pel discurs verbal. Per això, en la psicoanàlisi amb infants, sobretot amb els més petits, és la lliure posada en escena, amb jocs, la que fa el rol fonamental quant a aportacions de continguts inconscients per a l'anàlisi. Respecte a aquest punt Melanie Klein i Anna Freud, dues psicoanalistes que treballaren sobretot en l'àrea infantil, tenien visions contraposades: la primera considerava el joc un equivalent perfecte de l'associació lliure, i la segona en discrepava totalment.
La contrapartida de l'associació lliure en la psicoanàlisi és la denominada "atenció flotant" de l'analista i consisteix que aquest escolte d'una manera atenta, però sense valorar o jutjar la rellevància dels elements del discurs de l'analitzat, sense jerarquitzar o atorgar més importància a certs continguts en detriment d'altres, això és, respectant les regles de neutralitat i abstinència.

## Fonament teòric
La idea essencial és que, si se suprimeix la tria voluntària de continguts, s'estarà eliminant la segona barrera defensiva (situada d'acord amb la primera tòpica freudiana entre el conscient i el preconscient), i amb això es palesarà l'acció de la primera barrera defensiva, és a dir, de la primera censura situada entre el preconscient i l'inconscient.
Per a Freud despullar les resistències i analitzar-les és essencial per al guariment i això, al seu torn, només s'aconseguirà per l'associació lliure.
L'associació lliure, la interpretació dels somnis i l'anàlisi dels actes fallits són les tres tècniques essencials de la clínica analítica: la primera és absolutament imprescindible i, segons Freud, la que separa la tècnica psicoanalítica d'altres maneres d'acostament terapèutic.

## Història del mètode en psicoanàlisi
L'associació lliure s'instituí com a mètode en la psicoanàlisi de manera progressiva entre els anys 1892 i 1898, sense que es puga establir el moment precís en què se la hi descriu com a tècnica principal.
Si bé l'associació lliure es desenvolupa sobre la base d'altres mètodes prepsicoanalítics d'exploració de l'inconscient (com per exemple la hipnosi o la catarsi) es distingeix de manera substancial d'aquests dos darrers perquè vol prescindir totalment de la suggestió.
En Estudis sobre la histèria, Freud explica que una pacient (Emmy von N.) li demanà durant el seu tractament el 1892 que cessàs d'intervenir en el curs dels seus pensaments i que la deixàs parlar lliurement: aquest cas marcà una primera fita en el desenvolupament de la tècnica.
En una descripció que Freud feu del seu mètode en un llibre de L. Löwenfeld sobre la neurosi obsessiva, publicat el 1904, explica que a partir del seu treball amb Josef Breuer s'adonà que la hipnosi només podia produir resultats parcials i transitoris perquè tenia el desavantatge de no suprimir la resistència del pacient, i descobria que era molt més fàcil l'accés al material inconscient (afectes, records, representacions) per l'associació lliure.
A la fi, l'associació lliure substituí definitivament el mètode catàrtic i esdevingué des de llavors per a Freud i els seus seguidors la regla fonamental de la cura psicoanalítica: el mitjà privilegiat de recerca de l'inconscient. Amb el temps i el sorgiment de diferents orientacions teòriques i escoles psicoanalítiques, la diferenciació entre el que és clínica psicoanalítica i el que no ho és es feu difícil. Hi ha, però, un cert consens acadèmic i epistemològic a marcar aquesta frontera en l'aplicació de l'associació lliure com a norma fonamental de la tècnica.

## L'associació lliure en contextos externs a la psicoanàlisi
El mètode de l'associació lliure s'ha utilitzat també en contextos no clínics i extrapsicoanalítics o en àrees que no tenen relació amb la terapèutica. Per exemple la coneguda tècnica de pluja d'idees (Brainstorming) n'és una mostra. També hi ha aplicacions i derivats de la tècnica en tests de selecció de personal, estudis de mercat o tècniques de publicitat. D'altra banda, l'associació lliure constitueix el fonament de molts tests projectius de diagnòstic psicològic amb respostes no estructurades, com ara el test de Rorschach o el de percepció temàtica.
Els surrealistes francesos adoptaren també certs trets del mètode d'associació lliure i crearen la tècnica de l'escriptura automàtica, una mena d'associació lliure per escrit, que Pierre Janet havia utilitzat ja abans de Freud. Més tard, l'associació lliure l'emprà (també com a tècnica de creació literària) Jack Kerouac, un dels principals representants de la generació beat.
Molt abans que Freud definís l'associació lliure com a norma fonamental i l'aplicàs en la cura psicoanalítica, hi havia altres tècniques associatives. La primera (i més destacada) és la tècnica de Francis Galton, fundador de la psicologia diferencial i dels tests psicomètrics. Galton feu un experiment d'associació de paraules, una prova consistent en 75 mots escrits en targetes individuals amb què mesurava els temps de reacció fins a la primera associació. Aquest test, en versions, matisos i objectius diferents, l'utilitzaren Wundt, Kraepelin, Ebbinghaus i Carl Gustav Jung.